# The Serpent and the Rainbow
The Serpent and the Rainbow is een Amerikaanse horrorfilm uit 1988 onder regie van Wes Craven.

## Verhaal
De wetenschapper Dennis Alan gaat naar Haïti om een soort poeder te onderzoeken, waarmee je mensen dood kunt laten lijken, terwijl ze nog leven. Hij moet kiezen tussen wetenschap en bijgeloof in het land van dictator Papa Doc.

## Rolverdeling
| Acteur                 | Personage         |
| ---------------------- | ----------------- |
| Bill Pullman           | Dennis Alan       |
| Cathy Tyson            | Marielle Duchamp  |
| Zakes Mokae            | Dargent           |
| Paul Winfield          | Lucien Celine     |
| Brent Jennings         | Louis Mozart      |
| Conrad Roberts         | Christophe        |
| Badja Djola            | Gaston            |
| Theresa Merritt        | Simone            |
| Michael Gough          | Schoonbacher      |
| Paul Guilfoyle         | Andrew Cassedy    |
| Dey Young              | Mevrouw Cassedy   |
| Aleta Mitchell         | Celestine         |
| William Newman         | Franse missiearts |
| Jaime Piña Gautier     | Julio             |
| Evencio Mosquera Slaco | Oude sjamaan      |